# Semën Efimov
Semën Vjačeslavovič Efimov (in russo Семён Вячеславович Ефимов?; 14 ottobre 1996) è uno sciatore alpino russo.
Nelle liste FIS figura come Simon Efimov.

## Biografia
Attivo in gare FIS dal novembre del 2011, Efimov ha esordito in Coppa Europa il 3 dicembre 2016 a Gällivare in slalom gigante, senza completare la gara, e ai Campionati mondiali a Sankt Moritz 2017, dove ha disputato lo slalom gigante, senza terminarlo, e lo slalom speciale, senza qualificarsi per la finale. Ha debuttato in Coppa del Mondo il 18 novembre 2018 a Levi in slalom speciale, senza completare la gara; ai Mondiali di Cortina d'Ampezzo 2021 si è classificato 16º nello slalom speciale. È inattivo dalla fine della stagione 2021-2022 poiché in seguito all'invasione russa dell'Ucraina del 2022 gli atleti russi sono stati esclusi dalle competizioni riconosciute dalla Federazione internazionale sci e snowboard.

## Palmarès

### Mondiali juniores
- 1 medaglia:
  - 1 bronzo (slalom speciale a Åre 2017)

### Coppa Europa
- Miglior piazzamento in classifica generale: 135º nel 2020

### Far East Cup
- Miglior piazzamento in classifica generale: 5º nel 2017
- 7 podi:
  - 1 vittoria
  - 3 secondi posti
  - 3 terzi posti

#### Far East Cup - vittorie
| Data             | Località | Paese | Specialità |
| ---------------- | -------- | ----- | ---------- |
| 11 dicembre 2016 | Wanlong  | Cina  | SL         |

Legenda:

SL = slalom speciale

### Campionati russi
- 4 medaglie:
  - 1 oro (slalom speciale nel 2019)
  - 2 argenti (slalom speciale nel 2017; slalom speciale nel 2021)
  - 1 bronzo (slalom speciale nel 2020)